# 羅伊·坎潘奈拉
羅伊·坎潘奈拉（英語：Roy Campanella，1921年11月19日—1993年6月26日），為美國職棒大聯盟的捕手。他是一名義大利裔的美國黑人，1948年，因為大聯盟打破了種族藩籬，讓他得以從黑人聯盟轉戰大聯盟。他在大聯盟期間皆效力於布魯克林道奇。1958年1月，坎潘奈拉因為發生嚴重車禍造成下半身癱瘓，最後造成他提前退休。而他也被公認是大聯盟最傑出的捕手之一。

## 職業生涯

### 黑人聯盟
1937年，由於當時大聯盟禁止黑人球員打球，因此坎潘奈拉加入了黑人聯盟。後來他也成為了球隊上的明星球員。

### 墨西哥聯盟
1942年到1943年，坎潘奈拉去墨西哥聯盟打球。他加入了蒙特瑞蘇丹，蘇丹隊的總教練當時也給予坎潘奈拉很高的評價，他認為他登上大聯盟只是時間早晚的事。

### 大聯盟
1946年，坎潘奈拉加入了道奇隊的小聯盟體系。雖然坎潘奈拉是一名黑人球員，不過由於他隨和的個性與良好的表現，讓他在白人間也受到不少歡迎。道奇隊的總經理Branch Rickey甚至一度想讓坎潘奈拉成為第一位登上大聯盟的球員，不過最終他選擇了傑基·羅賓森。
1947年4月15日，羅賓森登上大聯盟，成為大聯盟首位黑人球員。坎潘奈拉也在隔年的4月20日登上大聯盟。
1949年，坎潘奈拉首度入選明星賽。當時總共有四名黑人球員入選明星賽：羅賓森、坎潘奈拉、Don Newcombe與Larry Doby。1950年，坎潘奈拉成為道奇隊史第一位連續5場比賽敲出全壘打的球員。
坎潘奈拉也分別在1951年、1953年與1955年拿下國聯MVP。他在這3個球季都能達成單季至少3成以上的打擊率，超過30轟與超過100分打點。1953年，他更是以單季142分打點刷新隊史紀錄。後來這項紀錄在1962年被Tommy Davis打破，不過現今仍為隊史次高的紀錄。同一年他更是以捕手身分敲出40轟，這項紀錄直到1996年才被Todd Hundley打破。而坎潘奈拉至今仍保持生涯57%阻殺成功率的紀錄。現今大聯盟單季前7高的阻殺率紀錄，有5項都是坎潘奈拉所創下的。
坎潘奈拉在生涯接捕了3場無安打比賽。1957年球季結束後，道奇隊搬遷至洛杉磯。不過坎潘奈拉卻在隔年年初發生車禍，造成職棒生涯提前結束。

## 車禍意外
1958年1月28日，坎潘奈拉開著租來的雪佛蘭轎車，以時速48公里開著準備回家。然而他卻在一處S型轉彎撞上了護欄，他的椎骨和脊髓都受到嚴重傷害，最後造成他頸部以下癱瘓。後來他靠著物理治療讓自己可以控制手臂和手指。不過他終其一生都要靠著輪椅代步。

## 婚姻與家庭
坎潘奈拉一生有過3段婚姻，他與第一任妻子Bernice育有2個女兒。第二任妻子Ruthe是一名再婚婦女，她的兒子大衛在她與坎潘奈拉結婚後也一起同住。不過因為坎潘奈拉的車禍意外，最後兩人在1960年離婚。最後Ruthe在1963年因為心臟病去世，年僅40歲。之後坎潘奈拉跟著大衛一起生活，不過大衛卻常常因為毒品問題被抓，最後他也於41歲去世。
1964年5月，坎潘奈拉再婚。這也是他的第三段婚姻。

## 晚年與紀念
1959年5月7日，道奇與洋基為了共同致敬坎潘奈拉，於是進行了一場表演賽。這場比賽一共吸引了93103位觀眾入場，創下了大聯盟單一比賽的觀眾數量紀錄。
1969年，坎潘奈拉成為繼傑基·羅賓森後，第二位入選名人堂的黑人球員。
1971年，坎潘奈拉入選墨西哥棒球名人堂。1972年6月4日，道奇隊宣布將坎潘奈拉的39號球衣永久退休。
1978年，坎潘奈拉搬到加州生活。並且在道奇隊擔任主管助理。
1993年6月26日，坎潘奈拉因心臟衰竭去世，享年71歲。
1999年，The Sporting News將坎潘奈拉評選為美國百大傑出棒球員的第50名。
2006年，美國出版了一款新式郵票。上面印有坎潘奈拉、米奇·曼托、漢克·格林伯格與密爾·歐特等四名美國棒球選手。
同一年的9月，道奇隊創立了羅伊·坎潘奈拉獎。此獎之後每年都會頒發給道奇隊上最有領袖氣質的球員。

## 外部連結
- 球員資訊和成績在MLB，ESPN，Baseball-Reference，Fangraphs（英文）
- 羅伊·坎潘奈拉在台灣棒球維基館上的頁面（繁體中文）